# Sareee
Sareee（サリー、1996年3月31日 - ）は、日本の女性プロレスラー。東京都板橋区出身。YouTuber。血液型B型。本名：藤村 沙里（ふじむら さり）。WWEではSARRAY（サレイ）のリングネームで活動していた。

## 所属
- ワールド女子プロレス・ディアナ（2011年 - 2017年）
- SEAdLINNNG（2017年）
- ワールド女子プロレス・ディアナ（2017年 - 2020年）
- WWE（2020年 - 2023年）
- フリー（2023年 - ）

## 経歴・戦績

### デビュー前
- NEO女子プロレスへの入門を志望していたが[3]、解散が決まったため同団体を退団した井上京子の元で練習生となり、2010年7月にトレーニングを開始。並行してアニマル浜口トレーニングジムにも出向き、浜口京子の指導を仰ぐ[3]。

2011年
- 2月10日、ワールド女子プロレス・ディアナ旗揚げを控えたプロテストを受験。前日の練習で第二横突起亀裂骨折しながらもスクワット1000回をクリアし合格[4]。
- 3月2日、リングネームが「Sareee」に決まる[5]。由来は沙里をローマ字表記に変え、井上がファンであったGReeeeNの影響を受けて「e」を三つ重ねたもの[6]。
- 3月14日、東日本大震災及び福島第一原発事故の影響で3月21日に予定されていたディアナ旗揚げ戦が中止。これに伴いデビューも延期。
- 4月10日、駒沢ワールドアリーナでの東日本大震災チャリティーイベントで青野敬子とエキシビション。

### ワールド女子プロレス・ディアナ
- 4月17日、ディファ有明での旗揚げ戦におけるセミファイナルとして里村明衣子戦でデビュー。Wニードロップからの体固めで敗れる。
- 5月10日、川崎市体育館大会、野崎渚の解雇処分で対戦相手が宙に浮いたアジャコングの指名により、アジャと対戦。10分以上戦い抜いた末に敗戦するも、アジャのフィニッシュホールドである垂直落下式ブレーンバスターを出させる事に成功。
- 9月4日、新木場1stRINGでの「真夏のHappyHour!!」にて初メインに抜擢され、井上とのタッグでアジャ&アンドレアル・マザー組と対戦。直接ではないものの初勝利。

2012年
- 1月27日、北沢タウンホール大会で川佐ナナとシングル。初となる同世代との対戦となったが時間切れ引き分け。
- 4月20日、北沢大会で川佐と再戦し、ジャックナイフでシングル初勝利。
- 4月22日、初の他団体参戦としてJWP女子プロレス後楽園ホール大会に出場。長野ドラミと組んで川佐&矢神知樹とタッグマッチを行うが、川佐のノーザンライトスープレックスに屈する。以降、他団体はJWPの他、OZアカデミー、センダイガールズ、我闘雲舞、WNCなど多数に渡り参戦している。
- 5月5日、板橋グリーンホールで初の凱旋試合。伊藤薫と組んで堀田祐美子&石橋葵とタッグマッチを行うが、場外乱闘で収拾つかず無効試合。

2013年
- 12月11日、ユニオンプロレス初参戦。チェリー、米山香織との3WAYでチェリーの「春夜恋」を切り返して勝利。試合後にチェリーが持つFTE王座挑戦が決まるも春夜恋で敗れる。

2014年
- 4月20日、JWP後楽園大会で勝愛実の持つ二冠王者に挑戦し裏投げ3連発で勝利。悲願の初タイトル獲得となった。

2015年
- 2月、体調不良により欠場。
- 6月28日、川崎大会で復帰。

2016年
- 5月5日、後楽園ホールでの5周年記念大会のメインで、デビュー5周年記念試合を行うが、SEAdLINNNGの世志琥にダイビングセントーンで敗れる[7]。

2017年
- 2月1日、2月26日のディアナ後楽園ホール大会を最後にSEAdLINNNGへ移籍することを発表[8]。

### SEAdLINNNG
- 3月16日、SEAdLINNNG後楽園ホール大会、世志琥戦にて新技Sareeeスープレックスを初披露。
- 9月15日、10月18日のSEAdLINNNG後楽園ホール大会を最後に退団することを発表[9]。
- 9月18日、ディアナに復帰することを発表[10]。

### ワールド女子プロレス・ディアナ
- 10月20日、ディアナ新宿FACE大会に於いて、伊藤薫戦でディアナ復帰。この対戦で鎖骨を骨折し欠場。

2018年
- 1月14日、ディアナラゾーナ川崎プラザソル大会に於いて、井上京子と組んで堀田祐美子＆薮下めぐみ戦にて復帰。当初1年間の欠場を余儀なくされるとのことだったが、驚異の回復力で3か月弱での復帰となる。
- 1月25日、板橋区立グリーンホールに於いて、伊藤薫と組んで井上京子＆勝愛実戦にてSareee地元凱旋記念マッチを行う。
- 3月11日、板橋区立グリーンホール、デビュー7周年興行に於いて、伊藤薫と組んで井上京子＆山下りな戦にて井上京子より直接勝利し、5月5日後楽園でのW.W.W.D世界シングル選手権への挑戦を表明。
- 5月5日、ディアナ後楽園ホール大会にて井上京子の持つW.W.W.D世界シングル選手権に挑戦。敗れるがすぐさま再挑戦を要求、井上京子もこれを受諾し再戦へとなる。
- 7月22日、ディアナカルッツかわさき大会にて井上京子の持つW.W.W.D世界シングル選手権にて勝利を収め第8代W.W.W.D世界シングルチャンピオンとなる。
- 11月11日、ディアナ第13回25“D”ホームマッチに於いて、Sareee&志田光&橋本千紘vsアジャコング&井上京子&伊藤薫戦に引き分ける。試合後、初防衛戦の相手にアジャコングを指名して12月20日の新宿FACE大会にて初防衛戦決定。
- 12月15日、センダイガールズ仙台PIT大会に於いて、時のセンダイガールズワールドタッグチャンピオンシップ王者チーム橋本千紘&岩田美香に里村明衣子とのタッグで勝利。試合終了後、Sareeeのアピールにより、1月6日のセンダイガールズ新宿FACE大会にて橋本千紘のセンダイガールズワールドチャンピオンシップに挑戦決定。
- 12月20日、ディアナ新宿FACE大会でアジャコングに敗れW.W.W.D世界シングル選手権初防衛失敗。試合後に再戦アピール、ノールールという条件付きで再戦決定。

2019年
- 1月6日、センダイガールズ新宿FACE大会に於いて橋本千紘のセンダイガールズワールドチャンピオンシップに挑戦するもオブライトで敗退
- 2月11日、ディアナ新木場1stRINGで、アジャコングのW.W.W.D世界シングル選手権に挑戦。ノールールマッチで行われた1戦に裏拳からの片エビ固めで敗れる。初防衛成功のアジャコングのアピールにより、次期挑戦者決定リーグ戦が決定。
- 2月17日、ディアナ大阪･大正区民ホール、W.W.W.D世界シングル選手権次期挑戦者決定リーグ戦で橋本千紘と引き分ける。
- 2月24日、ディアナ25"D"スタジオに於いて、W.W.W.D世界シングル選手権次期挑戦者決定リーグ戦で佐藤綾子に裏投げからの片エビ固めで勝利。
- 3月10日、デビュー8周年&地元凱旋興行を板橋区立グリーンホールにて行う。8周年地元凱旋&梅咲遥デビュー戦として、Sareee&梅咲遥vs彩羽匠&星月芽依戦に引き分ける。
- 3月24日、ディアナ25"D"スタジオにて、W.W.W.D世界シングル選手権次期挑戦者決定リーグ戦で井上京子に勝利。この結果を持ってアジャコングのW.W.W.D世界シングル選手権次期挑戦者に決定。
- 4月16日、センダイガールズ後楽園ホール大会にて、デビュー戦の相手でもある里村明衣子との3度目のシングルマッチ、裏投げからの片エビ固めで初勝利。
- 5月12日、ディアナ後楽園ホール大会にて、アジャコングのW.W.W.D世界シングル選手権に挑戦し勝利、W.W.W.D世界シングル選手権2度目の戴冠。
- 5月27日、センダイガールズ仙台PIT大会にて、橋本千紘に挑戦アピール、橋本千紘のセンダイガールズワールドチャンピオンシップとのダブルタイトルマッチを熱望。後日決定。
- 6月8日、センダイガールズ新潟市体育館にて、橋本千紘とW.W.W.D世界シングル&センダイガールズワールドチャンピオンシップダブルタイトルマッチ。この日、初公開となるリストクラッチ式裏投げで勝利、W.W.W.D世界シングル選手権&センダイガールズワールドチャンピオンシップ2冠チャンピオンになる。
- 6月9日、センダイガールズ新木場1stRING、Sareee&優宇vs岩田美香&ハイジ･カトリーナ戦にて、パートナーの優宇が岩田美香に敗れる。試合後、岩田のアピールにより、7月7日センダイガールズ後楽園大会にてSareeevs岩田美香タイトルマッチ決定。
- 6月20日、センダイガールズ宮城野区文化センター大会にて、岩田美香欠場発表に伴い7月７日センダイガールズワールドチャンピオンシップの挑戦者がDASH・チサコに変更になることが決定。
- 7月7日、センダイガールズ後楽園大会にてセンダイガールズワールドチャンピオンシップ初防衛に成功。
- 12月2日、蝶野正洋と対談し、STFを直接蝶野から使用許可を得た初めての選手となる[11]。
- 12月3日、新宿FACEにおいて、初の自主興行～Sareee’s Special Night～を主催。メインイベントで朱里と組んで岩谷麻優＆彩羽匠組と対戦し引き分ける[12]

### WWE
2020年
- 1月4日のディアナラジアントホール大会において、同年2月29日をもってディアナを退団し、活動の拠点を海外に移すことを発表[13]。
- 1月22日、週刊プロレス読者&週プロモバイルユーザーによる投票により選定されるプロレスグランプリ2019において、女子プロレスグランプリを受賞[14]。
- 2月23日、自身のSNSにおいて、アメリカのプロレス団体であるWWEに入団することを発表した[15]。しかし、新型コロナウイルスの世界的な感染拡大に伴う入国制限により渡米が不可能となり、契約上、WWE以外での試合も認められない状態に陥った。
- 2月29日、アントニオ猪木にWWE参戦を報告[16]
- 8月7日、渡米までの条件で、WWE所属のまま日本国内での活動を許可する決定が下された[17]。日本国内での所属の表記は「WWE Count Down」、窓口はSEAdLINNNGが担当。
- 11月9日、ストロングスタイルプロレス神田明神大会において、正式に佐山サトルより、ストロングスタイル＆チャリティー精神を認可・伝承され、初代タイガーマスクから伝承のマスクを贈呈された[18]。同大会にて、世志琥とのタッグチーム鬼と金棒（通称オニカナ）で参戦、伝説のヒールユニットZAPと対戦し、SareeeがZAP-Iより勝利[19]。
- 11月21日、プロレスリングwave新宿FACE大会において、DUAL SHOCK WAVE 〜3WAYトーナメント〜にMarvelous所属の響とのタッグチームスト魂で参戦し、優勝[20]。12月27日wave後楽園大会で行われるWAVE認定タッグ王座への挑戦が決定[21]。
- 12月9日、SEAdLINNNG新木場1stRING大会において、中島安里紗＆藤本つかさの持つBEYOND THE SEA TAG TEAM王座に世志琥と組んで挑戦し、Sareeeが中島安里紗を破り第7代王者となった[22]。
- 12月23日、SEAdLINNNG年内最終戦において、BEYOND THE SEA TAG TEAM王座戦が行われ、高橋奈七永&水波綾の挑戦を退け初防衛に成功。

2021年
- 1月17日、コロナ禍で約1年遅れていた渡米が決定し、日本での試合は1月22日SEAdLINNNG新木場大会を最後に渡米の準備に入ることを自身のSNSで報告[23]。
- 1月22日、SEAdLINNNG新木場1stRING大会において、高橋奈七永&中島安里紗相手にBEYOND THE SEA TAG TEAM王座2度目の防衛戦を行うも、パートナーの世志琥が3カウントを奪われ防衛ならず。この試合をもってWWE Count Downを終了し、Sareee第一章が完結した[24]。
- 3月18日、新たなリングネームサレイ（Sarray）として、アメリカ時間3月17日にライブ配信されたNXTでWWE契約が正式発表された[25]。同日、自身のSNSでWWE最終契約が完了を報告し、プロレス人生第2章スタートを宣言[26]。
- 4月14日、アメリカ時間4月13日、WWEはSarrayが来週NXTでデビューすることを発表した[27]。
- 4月21日、アメリカ時間4月20日、WWE・NXTにおいて、デビューを果たす。ゾーイ・スタークと対戦し第2章幕開けを勝利で飾る[28]。
- 5月6日、配信されたWWE・NXT大会において、Zayda Ramierと対戦し完勝。NXTデビュー2連勝[29]。
- 5月18日、配信されたWWE・NXT大会において、アリーヤ（英語版）と対戦し完勝。NXTデビュー無傷の3連勝[30]。
- 6月5日、YouTube WWEMusic にて、入場曲Warrior of The Sunの配信を開始。
- 6月13日、NXTデビュー初のタッグマッチ、ゾーイ・スタークとコンビを組んでアリーヤ＆ジェシー・カメア組に勝利。
- 7月15日、配信されたWWE・NXT大会において、ジジ・ドリンと対戦し勝利。NXTシングルマッチ4連勝[31]。
- 8月12日、NXTが配信され、対戦予定だったエンバー・ムーンの欠場によりダコタ・カイと対戦し敗戦。NXT初黒星を喫した[32]。
- 9月2日、NXTが配信され、マンディ・ローズ（with ジジ・ドリン＆ジェイシー・ジェイン）にリングアウト裁定で勝利[33]。
- 9月16日、NXTが配信され、ケイシー・カタンザーロ＆ケイデン・カーターvsジジ・ドリン＆ジェイシー・ジェインとのタッグ戦で途中に乱入したマンディ・ローズがケイシーを妨害して反則裁定。試合後も3人がかりでケイシーとケイデンに暴行を続けていた所にSARRAYが登場しケイシー＆ケイデンを救出。そのまま3対3の6人タッグマッチに突入するも最後はケイデンがマンディのジャンピングニーで3カウントを奪われ無念の敗戦を喫す[34]。
- 10月9日、WWEのスマックダウン大会がライブ配信され、女子も出場するようになったクルーザー級以下のレスラーが集結する205Liveにて、アマリ・ミラーと対戦し快勝[35]。
- 10月14日、NXTが配信され、アマリ・ミラーと組み、インディ・ハートウェル＆ペルシャ・ピロッタと対戦し、パートナーのアマリが敗北。NXTでのタッグ戦2連敗を喫す[36]。
- 10月30日、配信されたWWEの205Liveにおいて、カトリーナ・コルテズと対戦し勝利[37]。
- 11月10日、NXT2.0において、ケイ・リー・レイと一騎打ちし、フォール負けを喫した[38]。
- 12月18日、配信されたWWEの205Liveにおいて、ラッシュ・レジェンドと対戦し勝利[39]。

2022年
- 2月2日、NXTが配信され、一時帰国していたが復帰戦でケイラ・インレイと対戦し勝利。試合前、太陽ネックレスを握りしめながらステージに向かうと、制服メガネ姿から新しいリングコスチュームに変身して登場した[40]。ネックレスを付けると何でもできる、という日本のアニメを模したようなキャラクター付けがなされた[41]。
- 2月10日、NXTが配信され、初代NXT女子タッグ王者ダコタ・カイと対戦し勝利。復帰後2連勝[42]。
- 2月26日、米WWE･NXTレベルアップにおいて、エレクトラ・ロペスと対戦するもハプニングに見舞われ敗戦[43]。
- 3月8日、NXTが配信され、抗争するティファニー・ストラットンに入場前のバックステージで背後から襲撃され太陽ネックレスを投げ捨てられるとリングコスチュームに変身することなく制服メガネ姿のまま試合がスタートとなり劣勢のまま無念の敗北を喫した[44]。
- 3月15日、NXTロードブロックで行われたティファニー・ストラットンとファロン・ヘンリーの試合途中に突如、花道付近から白煙が上がり出しすと、どこからともなく現れエプロンを滑るように使ってティファニーの後頭部にスライディングキック、ティファニーはファロンに敗戦。先週の仕返しに成功[45]。
- 4月19日、NXTにおいて、抗争相手のティファニー・ストラットンとの雪辱戦に挑むも逆転負け。痛恨の2連敗を喫す[46]。
- 5月7日、WWE･NXTレベルアップにおいて、エリカ・ヤンと組んでアイビー・ナイル、タータム・パクスリー組と対戦。パートナーが敵軍につかまり敗戦[47]。
- 5月12日、NXTが配信され、アンドレ･チェイス（withボディ･ヘイワード）とタッグを組んでティファニー・ストラットン、グレイソン・ウォーラー相手にミックスタッグ戦に挑み、ティファニーからピンフォールを奪い雪辱を果たした[48]。尚、この対戦においてミックスタッグ戦を解禁、男子レスラーとリング上で組むのも対戦するのもデビュー以来、初となる。
- 6月17日、次週のNXT･UKに参戦することを発表。次週の対戦相手は、2018年からNXT･UKで活躍する地元英国のニーナ・サミュエルズに決定[49]。
- 6月24日、ニーナ・サミュエルズとのNXT･UKデビュー戦に挑み、勝利。試合前にはディアナ時代のプロレスデビュー戦の相手でもあるNXT･UK女子王者、里村明衣子との再会を果たす[50]。
- 7月8日、NXT･UK2戦目、里村明衣子とタッグを組み、ザイヤ・ブルックサイド＆エリザ・アレクサンダーと対戦、里村がザイヤに勝利[51]。
- 8月4日、先週のNXTでNXT女子王者マンディ・ローズに一騎打ちを要求。ノンタイトル戦にこぎつけるも完敗を喫す[52]。
- 8月5日、NXT･UKでNXT･UK女子王者・里村明衣子とのタイトル戦が予定されていたが、里村がブレア・ダベンポートに襲われ、中止となった[53]。結果として、これが最後のWWE出場となった。

### フリーランス - 日本復帰
2023年
- 3月9日、WWEを契約満了で退団し、日本での活動を再開することが発表された。日本復帰戦は、5月16日に新宿フェイスで行われる自主興行「Sareee-ISM」を予定[54]。
- 3月13日、インスタライブにて記者会見を行い、日本での活動再開に伴いリングネームを元のSareeeに戻す事[55] と新たに公式TwitterアカウントSareee-ISM official[56] の開設を報告。
- 4月25日、「Sareee-ISM～～Chapter One～」のカード発表記者会見が行われ、日本復帰第1戦としてメインイベントで橋本千紘とのシングルマッチを発表した[57]。
- 5月16日、自身の自主興行Sareee-ISM～～Chapter One～において、約2年ぶりの日本復帰を果たした。メインイベントで橋本千紘と対戦しオブライトで敗れる[58]。
- 5月23日、木村花メモリアルマッチ「pinx！」において、メインイベントでアジャコングと組み桃野美桜＆岩田美香と対戦。パートナーのアジャコングが勝利[59]。
- 5月28日、日本マット復帰後、初の単独トークイベント「～日出ずる国に舞い戻ってきた太陽～Sareee スペシャルトークライブ」を開催。
- 6月1日、サムライTVにて、Sareee-ISM～～Chapter One～の放送が決定。第1回目の放送日は6月3日22時〜24時、更に再放送もされる[60]。また自身の Twitter で解説に初挑戦した事を報告。
- 6月4日、Evolution新木場大会3において、デビュー4戦目のChiChiと対戦しフィッシャーマンズスープレックスホールドで勝利[61]。
- 6月11日、「スーパースター プロレストークバトル」に出演。日本復帰後関西初のトークショーを行う[62]。
- 6月12日、動画版YouTubeチャンネルブル中野の「ぶるちゃんねるBULLCHANNEL」に出演。第1回目は「①【太陽神】Sareee選手初登場」。
- 6月17日、堀田祐美子デビュー38周年記念興行において、セミファイナルで川畑梨瑚と対戦し、裏投げからの片エビ固めで勝利。
- 6月19日、8月4日新宿FACEにて、Sareee-ISM ～Chapter Ⅱ～の開催を発表[63]。更にKAIRIと元WWEタッグを結成し、中島安里紗＆彩羽匠組との対戦を発表した[64]。
- 6月28日、SEAdLINNNG新宿大会に来場、8月25日に行われるSEAdLINNNG後楽園ホール大会で中島安里紗の持つ、BEYOND THE SEA SINGLE王座に挑戦が決定。
- 7月2日、ストロングスタイルプロレス大阪大会において、凱旋後大阪初戦としてジャガー横田と組みハイビスカスみぃ&花園桃花組と対戦、パートナーのジャガー横田が勝利。

プロレスBARカウント2.99にて、トークショー『Sareeeとおしゃべり会in大阪』を開催。
- 7月7日、SNSリンクまとめサービス lit.linkにアカウント[66] を開設。

新SNSサービス Threads（スレッズ）にアカウント を開設。
- 7月14日、中国の上海で行われた格闘技イベント精武探JFCにおいて、高橋奈七永と対戦し勝利[68]。
- 7月15日、センダイガールズ後楽園ホール大会において、安納サオリと組み岩田美香&高瀬みゆき組と対戦。15分時間切れドローに終わる[69]。
- 7月18日、ジャガー横田47周年記念興行において、朱崇花とウナギ・サヤカと3wayで対戦。朱崇花がウナギ・サヤカに勝利[70]。
- 7月25日、ライブ配信サイトSareee Liveサイト[71] をリニューアルオープン。
- 7月26日、SEAdLINNNG新木場大会において、川畑梨瑚と組んで中島安里紗&青木いつ希と対戦。BEYOND THE SEA SINGLE王座前哨戦として組まれた試合で中島安里紗から直接スリーカウントで敗戦を喫する[72]。
- 8月2日、新宿駅の京王百貨店にて8月3～15日に開催される『燃える闘魂・アントニオ猪木展』の除幕式に参加[73]。
- 8月4日、自身の自主興行Sareee-ISM ～Chapter Ⅱ～において、KAIRIと組み中島安里紗＆彩羽匠組と対戦。Sareeeが中島安里紗から勝利。BEYOND THE SEA SINGLE王座前哨戦を1勝1敗とする[74]。
- 8月7日、8月25日に行われるSEAdLINNNG後楽園ホール大会で行われるBEYOND THE SEA SINGLE王座戦の調印式が、京王百貨店新宿の猪木展で行われた[75]。
- 8月25日、SEAdLINNNG8周年大会において、中島安里紗を破りBEYOND THE SEA SINGLE王座を初戴冠[76]。
- 8月27日、伊藤道場『ムゲンConnect-6』において、高瀬みゆきと組み伊藤薫&田中きずな組と対戦。田中きずなに勝利[77]。
- 9月8日、全日本プロレス国立代々木競技場第二体育館・#ajpwジャイアントシリーズ 2023において、第6試合スペシャルタッグマッチとして、ウナギ・サヤカと組みKAIRI&安納サオリ組と対戦。パートナーのウナギ・サヤカがKAIRIに敗れる[78]。全日本プロレスには2013年10月13日以来、2度目の参戦。
- 9月10日、ランズエンド人吉大会において、伊藤薫と対戦。サリー・クラッチ・ホールドで勝利[79]。
- 9月15日、SEAdLINNNG新木場大会において、メインイベントで海樹リコと対戦。裏投げからの体固めで勝利[80]。
- 9月18日、センダイガールズプロレスリング仙台サンプラザ大会において、安納サオリと組み橋本千紘&優宇のチーム200キロと対戦。パートナーの安納サオリが橋本千紘に敗れる[81]。
- 10月1日、CRUSH GALS 40th Anniversaryスペシャルライブ―THE TOP―において、Legends6人タッグマッチとして、アジャコングと加藤園子と組みジャガー横田＆永島千佳世＆DASH・チサコ組と対戦。パートナーの加藤園子がジャガー横田に敗れる[82]。
- 10月7日、岩田美香のSNSの発言に答える形でセンダイガールズプロレスリング新宿大会に来場。11月5日に行われるセンダイガールズプロレスリング後楽園ホール大会にて、岩田美香との対戦が決定[83]。
- 10月10日、SEAdLINNNG新宿大会において、中島安里紗と組み伊藤薫&渡辺智子組と対戦。パートナーの中島安里紗が勝利[84]。
- 10月15日、鳥越アズーリFM開局3周年大会において、ジャガー横田と組みタイガー・クイーン&本間多恵組と対戦。パートナーのジャガー横田が勝利[85]。
- 10月21日、センダイガールズプロレスリング福岡大会において、安納サオリと組んで岩田美香&DASH・チサコ組と対戦。岩田美香に敗れる[86]。
- 10月22日、W-BOX(伊藤道場×椿ReINGz)において、ハロウィンイベント『Sareeeとハロウィンパーティー』を開催。
- 10月26日、SEAdLINNNG南月代表による「悪魔と太陽神と行くディズニーランドツアー」【どうなる新木場⁉︎中島＆Sareee、タッグ継続に暗雲…】 が、YouTubeの「SEAdLINNNGチャンネル」にて公開。
- 10月28日、上海で行われた格闘技イベント精武探JFCにおいて、稲葉ともかと対戦し勝利。
- 11月5日、センダイガールズプロレスリング後楽園ホール大会において、現センダイガールズワールドシングル王者の岩田美香とのノンタイトル戦で勝利[87]。
- 11月6日、Sukeban公式Xより複数年契約を結んだ事が発表され、あわせて12月に開催されるイベントでCherry Bomb Girlsのメンバーとしてデビーする事が発表された。
- 11月11日、センダイガールプロレスリング札幌大会において、ChiChiと組んで岩田美香&高瀬みゆき組と対戦。パートナーのChiChiが岩田美香に敗れる[88]。
- 11月14日、2024年1月16日新宿FACEにて、Sareee-ISM Chapter Ⅲの開催を発表。さらにメインイベントで橋本千紘とのシングルマッチを行う事も発表された。
- 12月5日、アパレルメーカーPIKO KAILAとのコラボ商品の発売を開始。尚、受注予約販売のため購入期間は12月25日までとの事[89]。
- 12月6日、Sukebanマイアミ大会において、Sareee BOMBのリングネームでデビュー[90]。ountess Saori、Atomic Banshee、Babyfaceと4wayマッチで対戦。Babyfaceに勝利し初陣を飾る。
- 12月17日、旧川奈小学校体育館で行われた児童養護施設クリスマスプロレスにおいて、メインイベントで伊藤薫と対戦し勝利。
- 12月22日、LINE STOREより公式スタンプ「Sareee公式スタンプ」を販売開始。
- 12月23日、伊藤道場W-BOXにおいて、『Sareeeとクリスマスパーティー』を開催[91]。
- 12月28日、SEAdLINNNG後楽園ホール大会において、笹村あやめの挑戦を退け、BEYOND THE SEA SINGLE王座戦、初防衛に成功[92]。
- 12月29日、伊藤道場『ムゲンConnect-10』において、ChiChiと組んで伊藤薫＆藪下めぐみ組と対戦。パートナーのChiChiが伊藤薫に敗れる[93]。

2024年
- 1月1日、ZERO1後楽園ホール謹賀新年＆大谷晋二郎エイド大会において、桃野美桜と対戦し10分時間切れで引き分ける。
- 1月6日、川崎銀座街の新春チャリティーもちつき大会に参加。
- 1月7日、センダイガールプロレスリング新宿フェイス大会において、桃野美桜と組んで、橋本千紘＆岩田美香組と対戦。橋本千紘に敗れる[94]。
- 1月11日、SEAdLINNNG新木場大会において、BEYOND THE SEA TAG TEAM CHAMPION 第13代王者決定トーナメントに中島安里紗と組んで出場。Aブロック1回戦で、夏すみれ＆高瀬みゆき組と対戦。夏すみれに勝利し準決勝に進むも、パートナーの中島安里紗が試合中のアクシデントで試合継続が不可能と判断され協議により準決勝を棄権[95]。
- 1月12日、ARSION THE FINAL～卒業～新宿フェイス大会において、アルシオン・ジェネティックマッチとして、チェリーと組み、関口翔＆田中きずな組と対戦。田中きずなに裏投げで勝利[96]。
- 1月16日、自身の自主興行Sareee-ISM Chapter Ⅲにおいて、メインイベントで橋本千紘と対戦し勝利[97]。
- 1月20日、中国・上海市内でファンイベントを開催。
- 2月13日、SEAdLINNNG新宿大会において、ハイスピード3WAYマッチで夏すみれとVENYと対戦。VENYが夏すみれに勝利[98]。
- 2月15日、吉野正人自主興行『一体感“THE FIRST”』において、田中きずなと組み高橋奈七永&優宇組と対戦。パートナーの田中きずなが高橋奈七永に敗れる。
- 2月17日、BAR045 7周年記念大会において、世羅りさ＆ウナギ・サヤカと組み高瀬みゆき＆青木いつ希＆笹村あやめ組と対戦。15分時間切れで引き分ける。
- 3月9日、STARDOM横浜武道館大会において、なつぽい復帰戦スペシャルタッグマッチとして、橋本千紘と組みなつぽい＆安納サオリ組と対戦。なつぽいから勝利。メインイベント終了後、岩谷麻優の持つIWGP女子王座に挑戦を表明。これを岩谷麻優が受託した事により、４月27日STARDOM横浜BUNTAI大会にてタイトルマッチを行う事が決定的となった[99]。
- 3月15日、SEAdLINNNG新木場において、高瀬みゆき&神姫楽ミサと組み松本浩代&青木いつ希&久令愛組と対戦。パートナーの神姫楽ミサが久令愛に敗れる[100]。
- 3月16日、堀田祐美子復帰大会において、稲葉あずさと対戦し勝利[101]。
- 3月17日、伊藤道場『ムゲンConnect-13』において、伊藤薫と組み渡辺智子＆しゃあ組と対戦。しゃあに勝利。
- 3月21日、ストロングスタイルプロレス後楽園ホール大会において、本間多恵と組みタイガー・クイーン＆雪妃真矢組みと対戦。パートナーの本間多恵がタイガー・クイーンに敗れる[102]。
- 3月30日、伊藤道場W-BOXにおいて、『Sareee BIRTHDAY EVENT LEVEL27 前日祭』を開催。
- 3月31日、伊藤道場W-BOXにおいて、『Sareee BIRTHDAY EVENT LEVEL28リアルバースデー』を開催。同イベントにおいて、自身のYouTubeチャンネル「Sareeeちゃんねる」 の開設を発表。
- 4月14日、センダイガールズプロレスリング後楽園ホール大会において、岡優里佳と対戦し勝利[103]。
- 4月15日、女子プロレスの新団体「DREAM STAR FIGHTING MARIGOLD｣（マリーゴールド）旗揚げ記者会見[104] に登場。5月20日に後楽園ホールで行われる旗揚げ戦のメインイベントにSareee&「X」vsジュリア&「X」のカードが発表された[105]。
- 4月21日、SEAdLINNNG後楽園ホール大会において、メインイベントで中島安里紗復帰戦として、中島安里紗&藤本つかさと組み松本浩代&中森華子&高瀬みゆきと対戦。パートナーの中島安里紗が松本浩代に勝利[106]。
- 4月27日、STARDOM横浜BUNTAI大会において、岩谷麻優の持つIWGP女子王座に挑戦するも敗戦[107]。
- 5月12日、伊藤道場『ムゲンConnect-15』において、中島安里紗と組み伊藤薫&中森華子組と対戦。伊藤薫に勝利[108]。
- 5月15日、7月29日新宿FACEにて「Sareee-ISM Chapter Ⅳ」及び、9月2日新宿FACEにて「Sareee-ISM Chapter Ⅴ」の開催を発表[109]。
- 5月17日、SEAdLINNNG新木場大会において、中島安里紗と組みウナギ・サヤカ&神姫楽ミサと対戦。パートナーの中島安里紗がウナギ・サヤカに勝利[110]。
- 5月20日、マリーゴールド旗揚げ戦において、ボジラと組みジュリア＆林下詩美組と対戦。ジュリアに勝利[111]。試合後ジュリアが継続参戦を求めると同時に一騎打ちを要求したことにより、ロッシー小川代表が7月13日両国国技館大会でのシングルマッチを決定した[112]。
- 5月23日、木村花メモリアルマッチ「テレマカシー♡」後楽園ホール大会において、ミラクルトリオ3wayマッチ『虹』として、 DEATH山さん。＆桃野美桜と組み朱里&小波&安納サオリ組と岩田美香&橋本千紘&高瀬みゆき組と対戦。パートナーのDEATH山さん。が岩田美香に敗れる。
- 5月26日、マリーゴールド新木場昼大会において、野崎渚と組みMIRAI＆桜井麻衣組と対戦。桜井麻衣に勝利[113]。
- 5月31日、sukebanロサンゼルス大会において、Sareee BOMBとして出場。MAYA MAMUSHIと対戦し勝利。
- 6月8日、堀田祐美子デビュー39周年記念興行において、稲葉あずさと組み高橋奈七永 & 稲葉ともか組と対戦。パートナーの稲葉あずきが高橋奈七永に敗れる。
- 6月11日、マリーゴールド後楽園ホール大会において、ビクトリア弓月と対戦し勝利[114]。
- 6月12日、SEAdLINNNG新宿大会において、神姫楽ミサの挑戦を退け、BEYOND THE SEA SINGLE王座戦、2回目の防衛に成功[115]。
- 6月15日、マリーゴールド京都大会において、野崎渚と組み青野未来＆桜井麻衣組と対戦し引き分ける[116]。
- 6月16日、マリーゴールド名古屋大会において、桜井麻衣と対戦し勝利[117]。
- 6月18日、ジャガー横田興行JJプロデュース  AGE115～君臨～後楽園ホール大会において、アジャコングと組み水波綾&優宇組と対戦。パートナーのアジャコングが優宇に勝利[118]。
- 6月20日、ストロングスタイルプロレス後楽園ホール大会において、関口翔と組みタイガー・クイーン&青木いつ希組と対戦。パートナーの関口翔が青木いつ希に敗れる。
- 6月22日、伊藤道場『ムゲンConnect-16』において、 オーバーザトップロープルール採用の3WAYマッチで伊藤薫と渡辺智子と対戦。オーバーザトップロープで敗退し、渡辺智子が伊藤薫に勝利。
- 6月23日、マリーゴールド新木場大会において、野崎渚＆マイラ・グレースと組み林下詩美＆翔月なつみ＆CHIAKIと対戦。CHIAKIに勝利[119]。
- 6月25日、京王百貨店新宿店にて開催された『超・燃える闘魂 アントニオ猪木展』において、2ショット撮影会に行った。あわせて｢Sareee-ISM Chapter Ⅳ｣の全カード発表記者会見を行い、メインイベントでスペシャルドリームタッグマッチとして、なつぽいと組み彩羽匠&AZM組と対戦することを発表[120]。
- 6月30日、ドレイク森松&杏ちゃむ合同自主興行において、ドレイク森松＆加藤園子と組み杏ちゃむ＆マリ卍＆YuuRI組と対戦。
- 7月7日、Evolution新木場大会18において、中島安里紗と組みChiChi＆ZONES組と対戦。パートナーの中島安里紗がChiChiに勝利[121]。
- 7月13日、 マリーゴールド両国国技館大会において、マリーゴールド・ワールド王座決定戦としてジュリアと対戦し勝利。マリーゴールド・ワールド王座初代王者となる[122]。
- 7月14日、霊友会青年部創立70年記念スマイルフェス2024、霊友会釈迦殿プロレスステージにおいて、伊藤薫＆ChiChiと組み堀田祐美子&中島安里紗&しゃあ組と対戦。パートナーの伊藤薫がしゃあに勝利。
- 7月15日、センダイガールプロレスリング後楽園ホール大会において、ChiChiと組みニナ・サミュエルズ&レナ・クロス組と対戦。パートナーのChiChiがレナ・クロスに敗れる[123]。
- 7月20日、マリーゴールド新木場大会において、青野未来＆翔月なつみと組みジュリア＆ビクトリア弓月＆田中きずな組と対戦。田中きずなに勝利[124]。
- 7月21日、伊藤道場2周年大会『ムゲンCostco-17』において、志真うたと対戦し勝利。
- 7月26日、SEAdLINNNG 新木場大会において、エキシビションマッチとして中島安里紗と組み夏樹☆たいよう&藤本つかさ組と対戦し引き分ける。更にウナギ・サヤカ&高瀬みゆきと組み真琴&野崎渚&VENY組と対戦。パートナーのウナギ・サヤカがVENYに敗れる[125]。
- 7月29日、自身の自主興行Sareee-ISM ～Chapter Ⅳ～において、なつぽいと組み彩羽匠＆AZM組と対戦。パートナーのなつぽいがAZMに勝利[126]。
- 7月30日、マリーゴールド後楽園ホール大会において、ジュリアと組み田中きずな＆ビクトリア弓月組と対戦。パートナーのジュリアがビクトリア弓月に勝利。この試合で左橈骨遠位端を骨折[127]。
- 8月17日、伊藤道場W-BOXで行われた引退直前の中島安里紗とのトークイベントに参加。
- 8月19日、マリーゴールド後楽園ホール大会において、中島安里紗と組み高橋奈七永＆後藤智香組と対戦。後藤智香に勝利[128]。
- 8月23日、東京ドームで行われた巨人vs中日戦において、アントニオ猪木闘魂コラボに参加。ファーストピッチではバッターとして登場[129]。

中島安里紗引退試合&SEAdLINNNG9周年大会において、VENYと組みウナギ・サヤカ&神姫楽ミサ組と対戦。ウナギ・サヤカに勝利。
- 8月24日、中島安里紗引退記念パーティーにサプライズゲストして参加。
- 8月25日、マリーゴールド新木場大会において、ジュリア壮行記念試合全員掛けにサプライズで登場し、1分時間切れで引き分ける[131]。

伊藤道場W-BOXで行われたリヴトラスト主催のSareee-ISM Chapter Ⅳ試合解説イベントに伊藤薫と共に参加。
- 9月2日、自身の自主興行Sareee-ISM ～Chapter Ⅴ～において、岩谷麻優と組み橋本千紘&VENY組と対戦。VENYに勝利[132]。また来場していたなつぽいと共にYouTubeチャンネル「さりぽい(仮)」 を開設する事を発表。
- 9月8日、マリーゴールド富山大会において、DREAM STAR GP2024 STARリーグ公式戦初戦で桜井麻衣と対戦し勝利。リーグ戦1勝、勝ち点2[133]。
- 9月10日、SEAdLINNNG新木場大会において、光芽ミリアと組み松本浩代&中森華子組と対戦。パートナーの光芽ミリアが松本浩代に敗れる[134]。
- 9月14日、マリーゴールド新木場大会において、DREAM STAR GP2024 STARリーグ公式戦2戦目でCHIAKIと対戦し勝利。リーグ戦2連勝、勝ち点4[135]。
- 9月16日、マリーゴールド後楽園大会において、DREAM STAR  GP2024 STARリーグ公式戦3戦目で青野未来と対戦し15分時間切れで引き分ける。リーグ戦2勝1引き分け、勝ち点5[136]。
- 9月20日、マリーゴールド仙台大会において、DREAM STAR  GP2024 STARリーグ公式戦4戦目で松井珠紗と対戦し勝利。リーグ戦3勝1引き分け、勝ち点7[137]。
- 9月21日、マリーゴールド盛岡大会において、DREAM STAR  GP2024 STARリーグ公式戦5戦目で 田中きずなと対戦し勝利。リーグ戦4勝1引き分け、勝ち点9[138]。
- 9月23日、マリーゴールド後楽園ホール大会において、DREAM STAR  GP2024 STARリーグ公式戦6戦目で高橋奈七永と対戦し15分時間切れで引き分ける。リーグ戦4勝2引き分け、勝ち点10[139]。

SEAdLINNNGカルッツかわさき大会において、ウナギ・サヤカの挑戦を退け、BEYOND THE SEA SINGLE王座戦、3回目の防衛に成功。
- 9月26日、ストロングスタイルプロレス後楽園ホール大会において、ZONESと対戦し勝利[141]。
- 9月27日、大日本プロレス園田競馬場イベントプロレスにおいて、しゃあと対戦し勝利。
- 9月28日、マリーゴールド名古屋大会において、DREAM STAR  GP2024 STARリーグ公式戦7戦目でボジラと対戦し敗れる。リーグ戦4勝1敗2引き分け、勝ち点10でリーグ戦を終了し、勝ち点11を獲得した桜井麻衣には及ばずSTARリーグ代表を逃した[142]。表彰式で各賞が発表され、9月23日の高橋奈七永戦でSTARリーグベストバウトを獲得。
- 9月29日、伊藤道場W-BOXにて、『Sareee Late Summer浴衣』イベントを開催。
- 10月1日、東京シティ競馬で行われたアントニオ猪木メモリアル『スペシャルトークショー』に参加[143]。
- 10月2日、SEAdLINNNG新宿大会において、神姫楽ミサと組み松本浩代&野崎渚組と対戦。パートナーの神姫楽ミサが野崎渚に敗れる[144]。試合後、野崎渚のアピールにより12月27日後楽園ホール大会でのBEYOND THE SEA SINGLE王座戦が決定した。
- 10月5日、大丸札幌店で行われた『燃える闘魂・アントニオ猪木展in SAPPORO』にて、選手撮影会&トークショーに参加。
- 10月6日、川崎銀座街で行われたバスカーライブ浴衣祭りに、プレゼンターとして参加。
- 10月7日マリーゴールド後楽園ホール大会において、青野未来と組み野崎渚&ボジラ組と対戦。パートナーの青野未来が野崎渚に敗れる[145]。
- 10月11日、イギリス時間10月10日、SUKEBAN in LONDONにおいて、Sareee BombとしてCommander Nakajimaの持つSukeban World Championshipに挑戦し勝利。第2代Sukeban World Championとなる。
- 10月12日、くまもと駅前プロレス2024秋の陣において、高瀬みゆきと組み野崎渚＆関口翔組と対戦。関口翔に勝利。
- 10月14日、伊藤薫デビュー35周年記念大会において、伊藤薫＆なつぽいと組みジャガー横田＆アジャコング＆渡辺智子組と対戦。パートナーの伊藤薫が渡辺智子に勝利[146]。
- 10月18日、なつぽいとの共同YouTubeチャンネル「さりぽい（仮）」を正式チャンネル名「前世姉妹」とし初投稿。
- 10月24日、マリーゴールド後楽園ホール大会において、ボシラの挑戦を退け、マリーゴールド・ワールド選手権、初防衛に成功[147]。
- 10月24日、なつぽいとの共同TikTokアカウント「前世姉妹」 を開設。
- 10月26日、伊藤道場W-BOXにて、『Sareee Halloween』イベントを開催。
- 10月27日、マーベラス名古屋大会において、暁千華のデビュー戦の対戦相手を務め勝利。
- 11月2日、マリーゴールド札幌大会昼部において、田中きずなと組みボジラ＆野崎渚組と対戦。パートナーの田中きずながボシラに敗れる。

マリーゴールド札幌大会夜部において、青野未来と組み林下詩美＆高橋奈七永組と対戦し15分時間切れで引き分ける。
- 11月5日、ストロングスタイルプロレス新宿大会において、ジャガー横田と組みタイガー・クイーン&藪下めぐみ組との対戦が４wayマッチに変更され、ジャガー横田が藪下めぐみに勝利。
- 11月9日、センダイガールズプロレスリング新潟大会において、岡優里佳と組み岩田美香&高瀬みゆき組と対戦。パートナーの岡優里佳が岩田美香に敗れる[148]。
- 11月10日、仙台藤崎百貨店で行われた『燃える闘魂・アントニオ猪木展in SENDAI』にて、選手撮影会&トークショーに参加。
- 11月14日、マリーゴールド後楽園ホール大会において、石川奈青と対戦し勝利。
- 11月17日、センダイガールズプロレスリング後楽園ホール大会において、アジャコングと組み里村明衣子&愛海組と対戦。パートナーのアジャコングが愛海に勝利[149]。
- 11月20日、SEAdLINNNG新木場大会において、ラ・ピディータ&カ・ケディータと組み野崎渚&VENY&雪妃真矢組と対戦。パートナーのカ・ケディータが野崎渚に敗れる[150]。
- 11月30日、新潟プロレス万代島多目的広場大かま大会において、柳川澄樺と対戦し勝利。
- 12月1日、OZアカデミー前橋大会において、橋本千紘＆高瀬みゆきと組み水波綾＆加藤園子＆松本浩代組と対戦。パートナーの高瀬みゆきが松本浩代に敗れる[151]。
- 12月5日、ストロングスタイルプロレス後楽園ホール大会において、狐伯と対戦し勝利。12月6日、「初代タイガーマスク 佐山サトル【公式YouTube ch】」にて、試合ダイジェスト動画「【速報】Sareee vs 狐伯【SSPW 2024.12.5 後楽園大会】」を公開。
- 12月8日、センダイガールズプロレスリング仙台サンプラザホール大会において、岩田美香と組み橋本千紘&優宇組と対戦。パートナーの岩田美香が橋本千紘に敗れる[152]。
- 12月9日、アパレルメーカーKANGOL REWARDとのコラボ商品「Sareee × KANGOL REWARD」の発売を開始。尚、完全受注生産のため販売期間は2025年01月20日23時59分までとの事。
- 12月11日、東京スポーツ新聞社制定2024プロレス大賞の女子プロレス大賞を初受賞[153]。
- 12月13日、マリーゴールド新宿大会において、高橋奈七永の挑戦を退け、マリーゴールド・ワールド選手権、2度目の防衛に成功[154]。
- 12月14日、旧川奈小学校体育館で行われた、児童養護施設クリスマスプロレスにおいて、伊藤薫と組み笹村あやめ＆光芽ミリア組と対戦。光芽ミリアに勝利。
- 12月15日、DROKEE’S YANAI RINGで行われた、しゃあ試練の10番勝負〜限界突破への道〜第3戦において、しゃあと対戦し勝利。
- 12月16日、博多赤の魂スペシャルトークショーに参加。
- 12月21日、伊藤道場W-BOXにて、『Sareee’s Christmas Party』イベントを開催。イベント内のトークショーにて、来年1月1日よりファンクラブを発足することを発表。更に3月10日に｢Sareee-ISM Chapter Ⅶ｣の開催、及び12月31日「MARIGOLD COUNTDOWN LIVE 2024-25」への参戦を発表した。
- 12月26日、マリーゴールド後楽園ホール大会において、青野未来＆天麗皇希と組み林下詩美＆桜井麻衣＆後藤智香組と対戦。林下詩美に勝利[155]。
- 12月27日、SEAdLINNNG後楽園ホール大会において、野崎渚の挑戦を退け、BEYOND THE SEA SINGLE王座戦、4回目の防衛に成功[156]。
- 12月31日、マリーゴールド・カウントダウンLIVE2024ー2025において、マリーゴールド・ランブルに参戦。2024マリーゴールド大賞受賞式にて、MVP並びにベストマッチ賞（12月13日、高橋奈七永戦）を受賞[157]。

2025年
- 1月1日、ファンクラブ「Sareee's」の入会受付を開始。
- 1月3日、マリーゴールド大田区総合体育館大会において、マリーゴールド・ワールド選手権、林下詩美の挑戦に敗れ3度目の防衛に失敗[158]。
- 1月11日、川崎銀座街新春チャリティーもちつき大会に参加。
- 1月13日、黒潮TOKYOジャパン15周年大会において、花園桃花と対戦し勝利。
- 1月17日、SEAdLINNNG新木場大会において、BEYOND THE SEA SINGLE王座戦、VENYの挑戦に敗れ5回目の防衛に失敗[159]。
- 1月23日、自身の自主興行Sareee-ISM ～Chapter Ⅵ～において、里村明衣子と対戦し敗れる[160]。
- 1月26日、広島女子プロレスフェスティバルにおいて、彩羽匠と組み稲葉ともか＆ChiChi組と対戦。ChiChiに勝利。
- 2月2日、霊友会節分会に参加。
- 2月3日、曹洞宗大本山總持寺 大祖堂において、令和7年節分会追儺式に参加。
- 2月15日、wrestling observer awards 2024 女子レスリングMVP受賞。
- 2月16日、センダイガールズプロレスリング仙台PIT大会において、ChiChiと組み岡優里佳&Maria組と対戦。岡優里佳に勝利[161]。
- 2月18日、闘道館にて、週プロ主催イベント「週プロトークSareee」を開催。
- 3月1日、センダイガールズプロレスリング仙台PIT大会において、ChiChiと組み岩田美香&YUNA組と対戦。パートナーのChiChiがYUNAに勝利[162]。
- 3月10日、自身の自主興行Sareee-ISM ～Chapter Ⅶ～において、朱里と対戦し30分時間切れで引き分ける[163]。
- 3月19日、ストロングスタイルプロレス後楽園ホール大会において、ChiChiと組みダーク・ウナギ＆AKARI組と対戦。AKARIに勝利[164]。
- 3月20日、伊藤道場『ムゲンConnect-23』において、渡辺智子と組み伊藤薫&志真うた組と対戦。志真うたに勝利。
- 3月29日、伊藤道場W-BOXにおいて、『Sareee BIRTHDAY EVENT LEVEL28 』を開催。
- 3月30日、T-HEARTS創立5周年記念大会において、叶ミク&橋本千紘と組み豊田紗也夏＆VENY&DASH・チサコ組と対戦。パートナーの叶ミクがDASH・チサコに敗れる[165]。
- 3月31日、伊藤道場W-BOXにおいて、『Sareee BIRTHDAY EVENT LEVEL29』を開催。
- 4月5日、東武宇都宮百貨店で行われた『燃える闘魂・猪木展～引退記念WEEK～』にて、撮影会に参加。
- 4月16日、小橋建太プロデュース「Fortune Dream 10」において、メインイベントで里村明衣子と組み橋本千紘&優宇組と対戦。パートナーの里村明衣子が橋本千紘に敗れる[166]。
- 4月19日、川崎銀座街アジア交流音楽祭2025にて、餅つき大会に参加。
- 4月26日、センダイガールズプロレスリング仙台PIT大会において、稲葉ともかと組み橋本千紘&岡優里佳と対戦。岡優里佳に勝利。
- 4月27日、横浜アリーナにて行われたスターダム『ALL STAR GRAND QUEENDOM 2025』第6試合後に登場し、この試合でIWGP女子王座を戴冠した朱里に挑戦表明[167]。
- 4月29日、センダイガールズプロレスリング『里村明衣子 THE FINAL』において、DASH・チサコ& 岩田美香と組みVENY&レナ・クロス&ニナ・サミュエルズ組と対戦。パートナーのDASH・チサコがニナ・サミュエルズに勝利。
- 5月3日、OZアカデミー高崎大会において、AKINO&狐伯と組み松本浩代＆山下りな＆ZONES組と対戦。パートナーの狐伯がZONESに勝利。
- 5月5日、マーベラス後楽園ホール大会において、彩羽匠と組みAAAWタッグベルト次期挑戦者決定1dayタッグトーナメントにエントリー。初戦は青木いつ希&ウナギ・サヤカ組と対戦。ウナギ・サヤカに勝利。つづく準決勝は橋本千紘&アミラ・リリ組と対戦。パートナーの彩羽匠がアミラ・リリに勝利。つづく決勝戦はVENY&宝山愛組と対戦。パートナーの彩羽匠がVENYに勝利しトーナメント優勝。
- 5月17日、高知県立県民文化ホールにて行われた｢セントラルドグマ大野　いざっ再脱藩ライブ〜高知とよさこい下剋上〜｣において、トークライブを開催。
- 5月20日、マーベラス新木場大会において、加藤園子＆水波綾組の持つAAAWタッグ王座に彩羽匠と組んで挑戦、パートナーの彩羽匠が水波綾を破り第23代王者となる。
- 5月22日、7月14日新宿FACEにて、Sareee-ISM ～ChapterⅧ～の開催を発表。更に彩羽匠と組み上谷沙弥&刀羅ナツコ組との対戦を発表した。
- 5月23日、木村花メモリアルマッチ2025『花火』後楽園ホール大会において、なつぽいと組み松本浩代&DASH･チサコ組、岩田美香&高瀬みゆき組と3wayマッチで対戦。15分時間切れで引き分ける。
- 5月24日、伊藤道場『ムゲンConnect-25』において、叶ミクと組み伊藤薫&YuuRI組と対戦。YuuRIに勝利。
- 5月31日、なつぽい&安納さおり10周年興行『なつ&さおりー 来たよ。来たね。10周年。〜うちらの足跡〜』大田区総合体育館大会において、さくらあやと対戦し勝利[168]。
- 6月8日、STARDOM後楽園ホール大会において、八神蘭奈と対戦し勝利[169]。
- 6月12日、ストロングスタイルプロレス後楽園ホール大会において、花穂ノ利と対戦し勝利[170]。
- 6月15日、伊藤道場『ムゲンConnect-26』新木場大会において、ChiChi＆叶ミクと組み堀田祐美＆伊藤薫＆渡辺智子組と対戦。パートナーのChiChiが伊藤薫に敗れる[171]。
- 6月21日、STARDOM国立代々木競技場第二体育館大会において、朱里の持つIWGP女子王座に挑戦し勝利。第5代王者となる[172]。
- 6月27日、マーベラス新木場大会において、AAAWタッグ選手権試合が行われ、暁千華&彩芽蒼空の挑戦を退け初防衛に成功。
- 7月5日、sukebanロサンゼルス大会において、Sareee BOMBとして、Sukeban World Championshipが行われ、Maya Mamushiの挑戦を退け初防衛に成功。
- 7月10日、ストロングスタイルプロレス新宿大会において、ジャガー横田&叶ミクと組みDASH・チサコ＆豊田紗也夏&ChiChi組と対戦。パートナーのジャガー横田がChiChiに勝利。
- 7月13日、マーベラス新木場大会において、彩羽匠&彩芽蒼空と組みMaria&川畑梨瑚＆ジョニー･ロビー組と対戦。パートナーの彩芽蒼空がMariaに敗れる。
- 7月14日、自身の自主興行Sareee-ISM ～Chapter Ⅷ～において、彩羽匠と組み上谷沙弥＆刀羅ナツコ組と対戦。刀羅ナツコに勝利[173]。また試合前に11月10日、Sareee-ISM ～Chapter Ⅸ～ならびに2026年3月22日、横浜武道館にて、Sareee15周年記念大会を開催する事を発表。
- 7月17日、新潟プロレス万代島多目的広場大かま大会において、神姫楽ミサと対戦し勝利。
- 7月24日、STARDOM後楽園ホール大会において、ChiChi＆叶ミクと組み上谷沙弥＆渡辺桃＆小波組と対戦。パートナーの叶ミクが小波に敗れる[174]。
- 7月27日、STARDOM大田区総合体育館大会 5★STAR GP2025開幕戦において、BLUE STARS-B 公式リーグ戦初戦で小波と対戦しレフェリーストップによるTKOで敗れる。リーグ戦1敗[175]。
- 7月29日、ジャガー横田デビュー49周年記念大会において、伊藤薫と組み神姫楽ミサ&YuuRI組と対戦。YuuRIに勝利[176]。
- 7月30日、マーベラス新木場大会において、宝山愛と対戦し勝利。
- 8月1日、STARDOM福島大会において、BLUE STARS-B 公式リーグ戦2戦目で八神蘭奈と対戦し勝利。リーグ戦1勝1敗、勝ち点2[177]。
- 8月3日、STARDOM栃木大会において、BLUE STARS-B 公式リーグ戦3戦目で妃南と対戦し勝利。リーグ戦2勝1敗、勝ち点4[178]。
- 8月8日、マーベラス後楽園ホール大会において、AAAWタッグ選手権試合が行われ、橋本千紘&優宇組と対戦。時間切れ引き分けで2度目の防衛に成功[179]。
- 8月9日、STARDOM京都大会において、BLUE STARS-B 公式リーグ戦4戦目で鈴木すずと対戦し15分時間切れで引き分ける。リーグ戦2勝1敗1引き分け、勝ち点5[180]。
- 8月11日、STARDOM神戸大会において、BLUE STARS-B 公式リーグ戦5戦目でとHANAKO対戦し勝利。リーグ戦3勝1敗1引き分け、勝ち点7[181]。

プロレスBARカウント2.99にて、『Sareeeイベント in大阪』を開催。
- 8月14日、京王百貨店新宿店で行われた『INOKIEXPO』にて、撮影&サイン会に参加。
- 8月15日、堀田祐美子デビュー40周年記念大会において、堀田祐美子と組み1DAYトーナメントに出場。初戦となる準決勝でアジャコング&ウナギ・サヤカ組と対戦。パートナーの堀田祐美子がウナギ・サヤカに勝利し決勝戦に進出。続く決勝戦では神取忍&叶ミク組と対戦。叶ミクに勝利しトーナメント優勝[182]。
- 8月16日、STARDOM横浜武道館大会において、BLUE STARS-B 公式リーグ戦6戦目で渡辺桃と対戦し勝利。リーグ戦4勝1敗1引き分け、勝ち点9。この結果により翌日のリーグ最終戦の結果にかかわらず3位以上が確定し決勝トーナメント進出決定[183]。
- 8月17日、STARDOM浜松大会において、BLUE STARS-B 公式リーグ戦最終戦で向後桃と対戦し勝利。リーグ戦5勝1敗1引き分け、勝ち点11。BLUE STARS-Bブロックを1位で決勝トーナメント進出。
- 8月20日、STARDOM後楽園ホール大会において、5★STAR GP 2025決勝トーナメント準々決勝で渡辺桃と対戦し敗れる。

## 得意技
リストクラッチ裏投げ
正面から相手の左腕を捕らえ、そのまま右脇下に自らの頭部を差し込んで組み付き、後方へ反り投げることで相手を後頭部からマットに突き刺す。栗原あゆみから伝授された裏投げを改良したもの。
ジャーマンスープレックス
裏投げ
ドロップキック
ミサイルキック
フット・スタンプ
ダイビング・フット・スタンプ

## 入場曲
- 初代 : Diamonds（キラポジョ）
- 2代目 : 太陽神（島谷ひとみ）- 現在使用中。
- WWE : Warrior of the Sun

## タイトル歴
マリーゴールド
- マリーゴールド・ワールド王座（初代）

新日本プロレス
- IWGP女子王座（第5代）

JWP女子プロレス
- JWP認定ジュニア&POP王座（第24代&第14代）

ワールド女子プロレス・ディアナ
- WWWD世界シングル王座（第8代、第10代）
- WWWD世界タッグ王座（第5代）（パートナーはジャガー横田）

センダイガールズプロレスリング
- センダイガールズワールド王座（第9代）

SEAdLINNNG
- BEYOND THE SEA SINGLE王座 （第10代）
- BEYOND THE SEA TAG TEAM王座 （第7代）（パートナーは世志琥）

Marvelous
- AAAWタッグ王座 （第23代）（パートナーは彩羽匠）

プロレスリングWAVE
- ペアヤングトーナメントOH! OH! 優勝（2015年）（パートナーは田中盟子）
- DUAL SHOCK WAVE 優勝（2020年）（パートナーは響）

Sukeban
- Sukeban World Championship（第2代）（Sareee Bombとして）

週刊プロレス
- 女子プロレスグランプリ（2019年）

プロレス大賞
- 女子プロレス大賞（2024年）

Wrestling Observer Newsletter
- 女子プロレスMVP（2024年）

## メディア出演

### 映画
- 太陽からプランチャ（2014年）- 有田萌花役

### 雑誌モデル
- 集英社『週刊プレイボーイ』No.16 2018年4月16日号